# Лайден (сирене)
Лайден (на нидерландски: Leidse kaas; на английски: Leyden cheese) е вид нидерландско сирене, произведено от краве мляко.

## История
Сиренето се прави в продължение на столетия от земеделските производители в района на град Лайден (Нидерландия), откъдето получава името си. Сиренето има контролирано наименование на произход, признато от ЕС. В Холандия се продава под марката „Boeren-Leidse“ и означено с официален знак със същото име.

## Характеристика
Лайден е сирене с виненочервена кора и вътрешност с тъмножълт цвят, което се отличава със специфичен и богат вкус, който се дължи на добавянето на семена кимион. Сиренето е направено от полу-обезмаслено мляко: това води до по-ниско съдържание на мазнини – от 30 до 40 %. Произвежда се на кръгли и плоски пити като сиренето Гауда, но за разлика от него питите Лайден имат по остри ръбове. Теглото на питите варира от 3 до 9 кг.